# ランカウイ海事航空展覧会
ランカウイ海事航空展覧会（ランカウイかいじこうくうてんらんかい、英語: Langkawi International Maritime and Aerospace Exhibition, LIMA）は、マレーシアのランカウイで2年に1度行わる、海上、航空宇宙展である。

## 概要
イベントは、アジア太平洋における最大の航空および海上の展覧会の一つであり、防衛産業に焦点を当てているが、民間産業もサポートしている。イベントは、マレーシアの政府および業界団体によって支援されている。
2013年には、31カ国から433社の出展者、38カ国から333の防衛代表団、127の機関からの632人のメディア要員、68の船舶、78の航空機が参加した。5日間のイベントで、世界中の防衛産業部門と商業部門の両方から38,421人の貿易ビジターおよび135,691人の一般市民が訪れた。
イベントに参加した出展者は、ランカウイ国際空港のターミナルに隣接するMahsuri International Exhibition Centre（MIEC）に製品を展示する。
海上展示はリゾートワールドランカウイ（Resort World Langkawi）で行われ、航空宇宙展示はランカウイ国際空港で行われる。
会場は互いに近接している。

## 歴史
LIMAは1991年に100を超える出展企業で始まった。大量の交通に支障をきたされることなく、ランカウイを軽量かつ実験的な航空機の場にすることを目的とした。アメリカのEAA AirVenture Oshkoshをモデルにしている。
LIMAは、海洋展も展開しており、アジア太平における洋最大の海洋航空展の一つである。
毎年、4時間のフライング・ディスプレイが毎日開催されている。

### LIMA 2015
2015年3月17日～21日に開催した。マレーシア政府はDassault Rafaleのジェット機を購入することに関心を示した。

### LIMA 2017
2017年3月21日から25日までにスケジュールされている。